# Kvemo Bolnisi
Kvemo Bolnisi (en georgiano: ქვემო ბოლნისი; en azerí: Kəpənəkçi) es un pueblo de Georgia ubicado en el centro de la región de Baja Iberia, siendo parte del municipio de Bolnisi.

## Toponimia
Según una de las versiones, el topónimo del pueblo está asociado con el nombre de la rama Kiapan (en azerí: Kəpən), la tribu túrquica oguz Piachanag (en azerí: Pəçənəq). Los residentes locales, junto con Kiapanakchi, también usan el segundo nombre del pueblo Bolus-Kiapanakchi (en azerí: Bolus-Kəpənəkçi).
En 1990, como resultado del nuevo gobierno independiente de Georgia y su política de cambiar los topónimos históricos de los asentamientos de minorías étnicas en la región, el nombre de la aldea de Kiapanakchi se cambió a su nombre actual, Kvemo Bolnisi.

## Geografía
Kvemo Bolnisi está ubicado en la margen izquierda del río Bolnisistskali, a 6 km de Bolnisi.

## Historia
Unas 20 familias de refugiados de Abjasia, que se mudaron aquí en 2008, viven en el pueblo. Cada una fue dotada de un terreno, una superficie de 3300 m², como propietarios. Al mismo tiempo, los refugiados están exentos del pago de las facturas de servicios públicos.

## Demografía
La evolución demográfica de Kvemo Bolnisi entre 2002 y 2021 fue la siguiente:
| 6766                                            | 4162 |
| (Fuente: Population of Georgia in Soviet times) |      |

Según el censo de 2014, los azeríes constituían el 99% de la población.

## Economía
La población se dedica principalmente a la cría de ganado ovinos, bovinos y el cultivo de huertas.

## Infraestructura

### Arquitectura, monumentos y lugares de interés
Cerca de Kvemo Bolnisi está la famosa catedral de Bolnisi Sioni, una de las más antiguas de Georgia.